# Jean Etxepare Landerretxe
Jean Etxepare Landerretxe (Jatsu, Baixa Navarra, 1937 - Hazparne, Lapurdi, 1961), conegut com a Jean Etxepare "gaztea" (el jove) per diferenciar-lo de Jean Etxepare Bidegorri, va ser un escriptor en èuscar.
La seva única obra va ser un recull de contes ("Mendekoste gereziak eta beste") a la manera tradicional d'Iparralde amb la qual va guanyar el premi en el certamen organitzat per l'associació Euskal Kulturalen Alde l'any 1960. La crítica ha considerat que aquests contes tenen una especial sensibilitat i amb una mirada amb sentiment de delicadesa que no tenen a veure amb l'optimisme dels contes religiosos anteriors a la guerra.